# Emmy Schoch
Hermine Emilie Schoch-Leimbach, bekannt als Emmy Schoch (* 21. Dezember 1881 in Lichtenau; † 28. November 1968 in Karlsruhe), war eine deutsche Modeschöpferin und Unternehmerin. Sie entwarf künstlerische Reformkleidung und machte diese bei Vorträgen und Ausstellungen bekannt. Sie arbeitete aktiv im Verein zur Verbesserung der Frauenkleidung mit.

## Leben und Werk

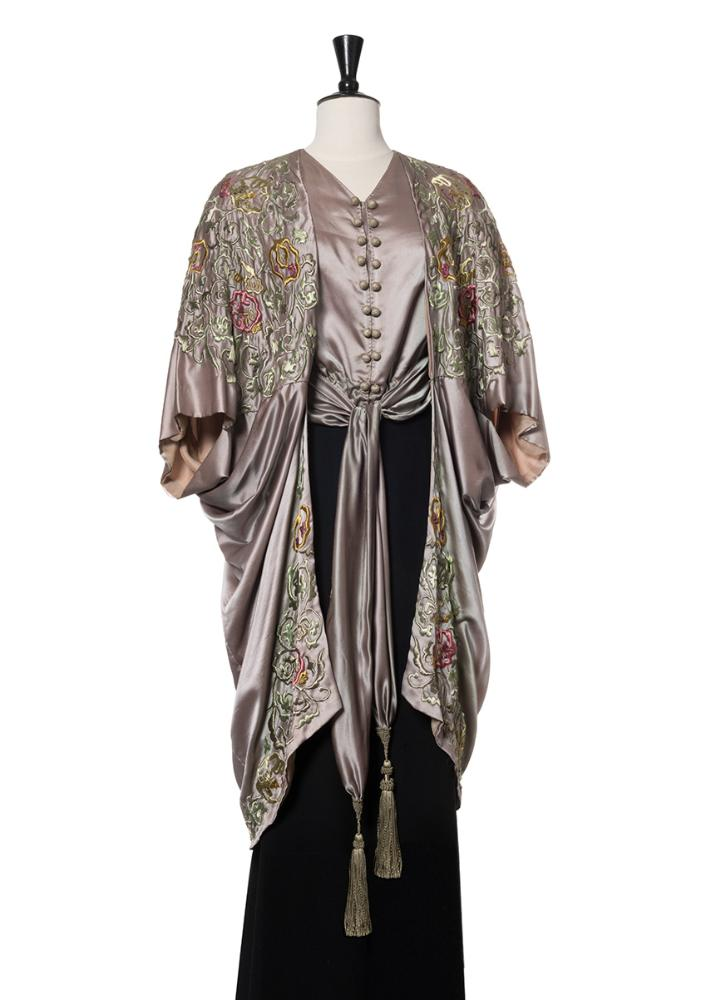
Teekleid, Vorderansicht, Emmy Schoch 1912/13

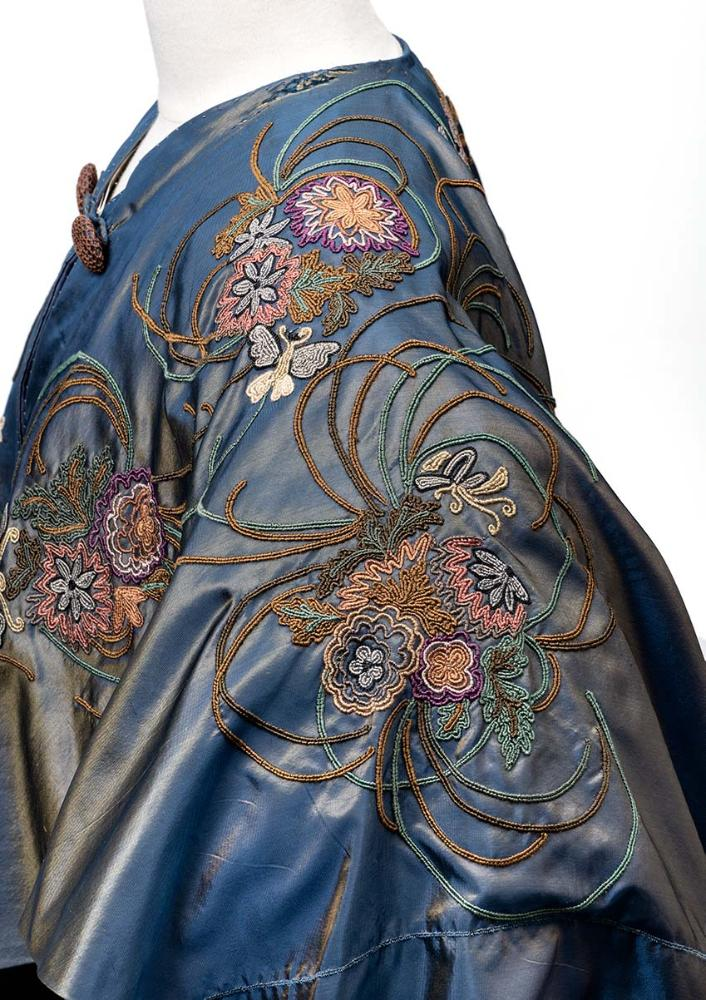
Japanischer Mantel, Detail, Emmy Schoch 1911

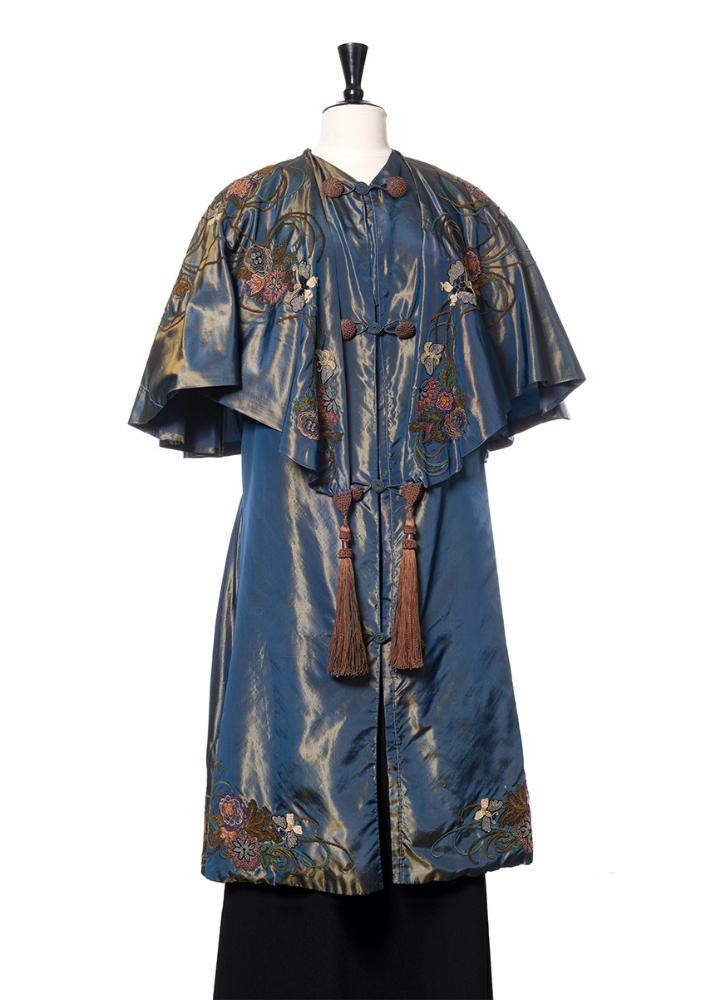
Japanischer Mantel, Vorderansicht, Emmy Schoch 1911

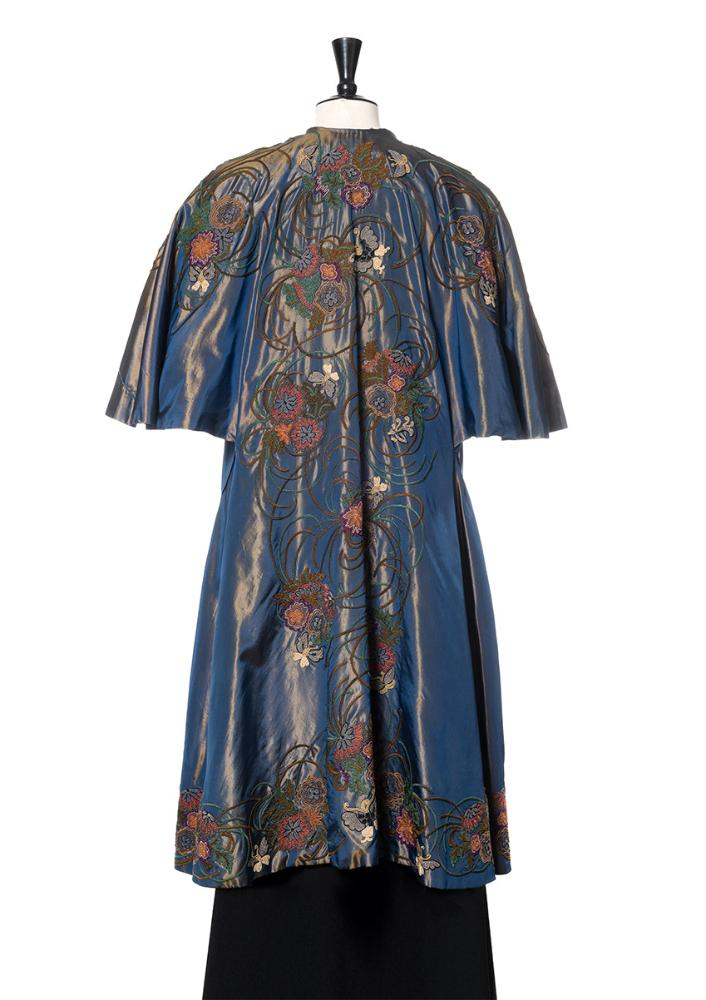
Japanischer Mantel, Rückansicht, Emmy Schoch 1911

Sie war das Kind von Hermine Schoch, geborene Richter († 1924) und deren Ehemann Carl Friedrich Schoch (1838-1914). Der Unternehmer und liberale Abgeordnete in der II. Kammer des Landtags (NLP) war in erster Ehe mit der Schwester seiner Frau verheiratet gewesen. Aus dieser ersten Ehe stammten acht Kinder, von denen vier früh starben. Die Familie lebte ab 1886 in Karlsruhe.
Emmy Schoch war musisch begabt und begann 1897 ein Studium am Conservatorium für Musik in Karlsruhe. Sie belegte das Hauptfach Klavier als Schülerin von Heinrich Ordenstein. Das Studium brach sie nach einer Krankheit ab und absolvierte ab 1903 eine kunstgewerbliche Schneiderlehre im Atelier Pauline Winker, Berlin.
Noch während ihrer Lehrzeit entwarf sie Kleider und stellte schon 1905 in Berlin aus. 1906 mietete Schoch Räume in der Herrenstraße 12 in Karlsruhe und eröffnete die Werkstätte für neue Frauentracht und künstlerische Stickerei. Die Zeitschrift Frauenkleid und Frauenkultur des Vereins zur Verbesserung der Frauenkleidung stellte den Betrieb 1911 anhand von Kleidermodellen vor. Für die Zeitschrift lieferte Schoch über 25 Jahre hinweg immer wieder Beiträge. Fotos und Schnitte ihrer Kleidermodelle wurden abgedruckt. Für den Verein unternahm sie Vortragsreisen ins Rheinland, ins Ruhrgebiet, nach Norddeutschland und nach Sachsen. In diesen Veranstaltungen referierte sie über die gesundheitlichen und hygienischen Vorteile der Reformkleidung und führte die Kleidung auch vor. Für Emmy Schoch war der ästhetische Anspruch an die Kleidung ebenso wichtig wie der Anspruch an die Bequemlichkeit. Sie sah in den Qualitäten des deutschen Kunstgewerbes dabei ein Gegengewicht zur französischen Mode.
Der Reformansatz in der Bekleidung um 1900 umfasste auch die Unterwäsche. Folgerichtig engagierte sich Schoch auch in der Zentralstelle für erprobte Unterkleidung, die sich der Sammlung und Ausstellung von Wäsche und deren Schnittmustern widmete.
Ab 1910 war sie Mitglied des Gewerbeschulrats Karlsruhe.
Emmy Schoch heiratete 1910 den Kaufmann Max Friedrich Hermann Leimbach aus Freiburg. Die Ehe blieb kinderlos. Ihr Mann gab nach der Hochzeit seine Arbeit bei einer Bank auf, um als Prokurist und technischer Leiter in das wirtschaftlich expandierende Unternehmen seiner Frau einzusteigen. Die auf 50 Beschäftigte angewachsene Firma für „moderne Frauenkleidung“ zog 1912 in die Herrenstraße 11-13. Dort wurden die Näh- und Zuschneiderei, die Handstickerei, die Handweberei, die Maschinenstickerei, die Zeichenwerkstätte und die Abteilung für männliche Gehilfen eingerichtet, und der Betrieb wuchs bis zum Krieg um weitere 10 Personen.
Ab 1913 wurde der Katalog Das deutsche Typenkleid reichsweit versendet. Er präsentierte 56 ganzseitige schlichte Kleidermodelle vom Nachmittags-, Straßen-, Haus-, Sport- bis zum Abendkleid, von der Bluse bis zur Tracht für Krankenschwestern. Maßtabellen ermöglichten passende Bestellungen. Es konnte per Nachnahme oder gegen Vorkasse bezahlt werden. Die Modelle waren ansprechend gestaltet, zweckmäßig aber auch elegant.
Schoch-Leimbach sah sich bei ihrer Arbeit als Kunstgewerblerin, die funktions- und materialgerechte Entwürfe umsetzte. Sie belieferte ihre Kundinnen mit fertigen und halbfertigen Kleidern aus besten Materialien in hoher handwerklicher Qualität. Ihr Typenkleid fügte sich in den Zeitgeist ein. Die Diskussionen zur Sicherstellung hoher gestalterischer Qualität bei serieller Produktion hatten u. a. 1907 zur Gründung des Deutschen Werkbundes geführt. Nach der Meinung des Vereins zur Verbesserung der Frauenkleidung fehlte aber auf der Kölner Werkbundausstellung die Vereinsbeteiligung bei der Darstellung der zeitgenössischen deutschen Mode. Deshalb organisierte der Verein 1914 die Ausstellung von Deutscher Frauen- und Kinderkleidung im Kunstgewerbemuseum Köln.
Mit Kriegsbeginn 1914 brach der Umsatz in Schochs Betrieb ein. Zudem war Schochs Mann von 1916 bis 1918 Kriegsteilnehmer. Der Materialmangel wirkte sich auf die Geschäftstätigkeit aus. Es wurden nur noch wenige neue Kleidermodelle präsentiert, obwohl die Modebranche in Deutschland mit national ausgerichteten Konzepten versuchte, sich von der französischen Vorrangstellung in der Mode zu lösen und eigene Impulse zu setzen. Personal musste in der Kriegszeit abgebaut werden. Nur die besten Kräfte konnten im Unternehmen gehalten werden. Dazu gehörte die Direktrice Anna Egeter, eine langjährige Mitarbeiterin seit 1908.
Emmy Schoch führte ihren Betrieb ab 1919 als „Modewerkstätte“ weiter. Der Krieg hatte die Mode praktischer und bequemer gemacht, so dass von nun an keine Reformmode mehr im Vordergrund des Geschäftsmodells stand. Schoch-Leimbach wollte mit ihrem den aktuellen Trends angepassten Kleiderdesign der individuellen Persönlichkeit ihrer Kundinnen gerecht werden. Sie benutzte erneut Stickereien als Stilmittel. Nach einem guten Neustart raubte die Inflation ihr Vermögen, das führte aber nicht zur Geschäftsaufgabe. 1926 wurde ihr Ehemann als Geschäftsinhaber eingetragen, der eingeführte Name Emmy Schoch blieb. Mit ihrer Mischung aus Handwerk, Kunsthandwerk und Handel belieferte sie private Kundschaft und Modehäuser.
Nachwuchskräften wurde eine gute Ausbildung geboten. Als Volontärin war u. a. die Braut des damaligen Hauptschriftleiters des NS-Organs Der Führer und späterem badischen NS-Kultusminister Otto Wacker in der Firma tätig. Sie vermittelte den Schoch-Leimbachs schon in den 1920er Jahren Kontakte zu NS-Kreisen. 1930 trat Schochs Ehemann in die NSDAP ein. 1933 bewarb sich Schoch erfolglos um die Mitarbeit beim Deutschen Modeamt, dem späteren Deutschen Mode-Institut Berlin. Sie schrieb an den Innenminister Frick und bat um eine „Arbeitsmöglichkeit auf dem Gebiet des deutschen Kleiderwesens für Volk und Gesamtheit“. Als Begründung formulierte sie: „Kleid und Mode sind mit dem Rasseproblem tief verbunden. … Wie man bei allem Geschwür am Volkskörper auf Juden stößt (nach unserm Führer), so stößt man in allem Frauenerleben auf Kleid und Mode; im Guten und im Bösen.“ (Brief vom 16. August 1933). Sie bat um ein persönliches Treffen, in dem sie erläutern wollte, wie Mode die Gebärfreudigkeit fördert, erhielt jedoch keine Antwort. 1935 eröffnete Schoch mithilfe des Gauleiters Robert Wagner die „Badischen Werkstätten und Modellschule für das deutsche Kleid“, die zu ihrem Unternehmen in der Herrenstraße 11 gehörten.
1939 wurde bekannt, dass ein Großvater mütterlicherseits von Schoch-Leimbachs Ehemann ein getaufter Jude, Leimbach also entsprechend der NS-Ideologie ein sogenannter Vierteljude war. Daraufhin kündigte er seine NSDAP-Mitgliedschaft und sie ihre Mitgliedschaft in der NS-Frauenschaft (Eintritt 1938).
Im Jahr 1938 verlagerte das Paar die Firmenräume in die Waldstraße 3 und überstand dort die Kriegszeit mit zuletzt noch 12 Betriebsangehörigen. Der Betrieb ruhte 1945 nur kurz. Mit der Begründung, man könne 30 Personen beschäftigen und verfüge über Produktionsmaterial, erzielte Schoch-Leimbach eine vorläufigen Betriebsgenehmigung mit der langjährigen Direktrice als kommissarischen Leiterin. Der Neueintrag der Firma wurde erst nach der Entnazifizierung des Ehemanns möglich. Maßgeschneiderte Kleidung wurde in dieser Zeit bis zur Aufgabe des Betriebes 1953 nicht mehr hergestellt.
Das Badische Landesmuseum Karlsruhe erhielt 1962 Werkstücke, Stoffmuster und Stickereien von der Künstlerin. Die Sammlung wurde durch Ankäufe ergänzt.
Emmy Schoch-Leimbach starb am 28. November 1968 wenige Wochen vor Vollendung ihres 87. Lebensjahres in Karlsruhe.

## Ausstellungen und Vorträge
zu Lebzeiten
- 1905: Ausstellung im Stuttgarter Landesgewerbemuseum[4]
- 1906: Ausstellung mit Modenschau beim Verein Frauenbildung und Frauenstudium in Freiburg
- 1907 bis 1914: Vorträge in Essen, Köln, (Wuppertal-)Elberfeld-Barmen, Bonn, Breslau, Dresden, Hannover, Hamburg, Leipzig, Görlitz, Bremen, Krefeld, Straßburg und Düsseldorf
- 1910: Tagung des Bundes Deutscher Frauenvereine, Ausstellung von Reformmode des Verband für die Verbesserung der Frauenkleidung, Heidelberg[7]
- 1911: Hygiene-Ausstellung Dresden
- 1914: Ausstellung Deutsche Frauen- und Kinderkleidung im Kunstgewerbemuseum Köln[3]
- 1914: Weltausstellung für Buchgewerbe und Graphik Bugra, Leipzig[8]

posthum
- 2018: 49° – Kulturelle Produktion in Karlsruhe, Badischer Kunstverein[9]
- 2018/19: Auf Freiheit zugeschnitten. Das Künstlerkleid um 1900 in Mode, Kunst und Gesellschaft, Kunstmuseen Krefeld, Kaiser Wilhelm Museum
- 2021/22: Badische Landesmuseum, Sonderausstellung Göttinnen des Jugendstils im Schloss Karlsruhe[10]

## Arbeiten (Auswahl)
- 1906: Satintuchkleid[11]
- 1906: Abendkleid[12]
- 1910: Einfaches Besuchskleid aus bläulich grünem Kaschmir[13]
- 1911: Japanischer Mantel[14]
- 1912/13: Teekleid[15]

## Ehrungen
- 1907: Goldene Medaille, Wien
- 1926: Auszeichnung für vorbildliche Lehrlingsausbildung

## Mitgliedschaften in Fachverbänden
- Deutscher Verband für die Verbesserung der Frauenkleidung
- Gewerbeschulrat Karlsruhe
- Zentralstelle für erprobte Unterkleidung

## Schriften (Auswahl)
- Emmy Schoch-Leimbach: Von deutscher Schneiderkunst. In: Neue Frauenkleidung und Frauenkultur, Nr. 4, 1912, S. 43, 44. Digitalisat
- Emmy Schoch-Leimbach: Das Moderne Hausschneiderkleid. In: Neue Frauenkleidung und Frauenkultur, Nr. 4, 1912, S. 44, 45. Digitalisat
- Emmy Schoch. Werkstätte für moderne Frauenkleidung und künstlerische Stickerei Karlsruhe in Baden (Hrsg.): Deutsche Typenkleider, Emmy Schoch, Karlsruhe 1913. Digitalisat
- Emmy Schoch-Leimbach: Waschsamt. In: Neue Frauenkleidung und Frauenkultur, Nr. 4, 1916, S. 58. Digitalisat
- Emmy Schoch-Leimbach: Das Mutterkleid. In: Neue Frauenkleidung und Frauenkultur, 1927, Heft 10, 302f.
- Emmy Schoch-Leimbach: Die „neue Sachlichkeit“ im Kleide. In: Neue Frauenkleidung und Frauenkultur, 23.8, 1927, S. 214–217.
- Emmy Schoch-Leimbach: Von deutscher schöpferischer Modearbeit. In: Frau und Gegenwart vereinigt mit Neue Frauenkleidung und Frauenkultur, 1933, 262, 277.